# Jane Short

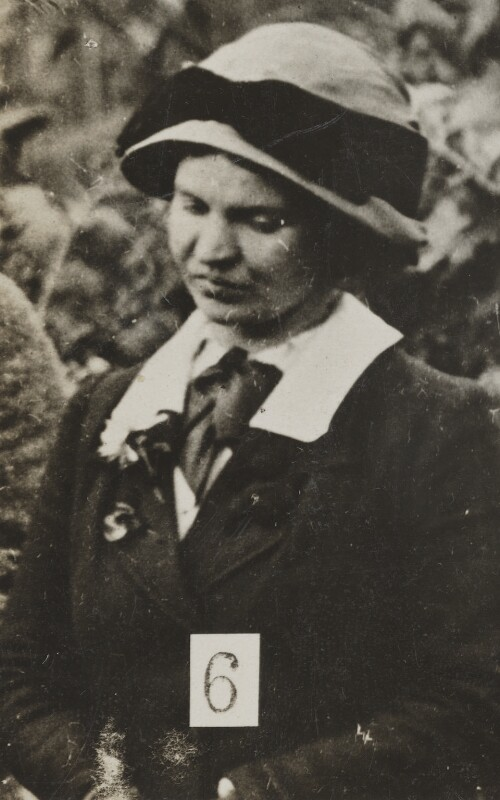
Jane Short, vor 1914

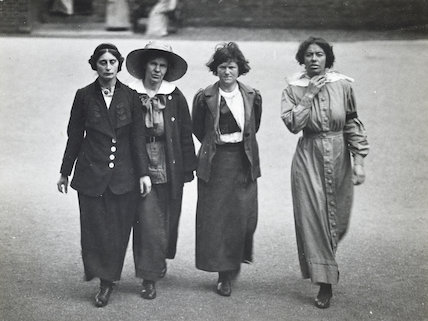
Margot Schenke, Jane Short (zweite von links), May McFarlane und Olive Hockin, heimliche Aufnahme im Gefängnis, 1913

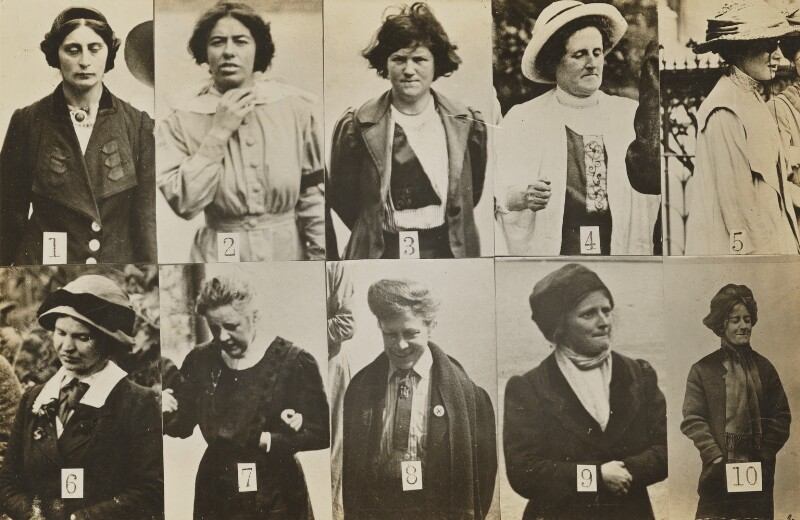
Erkennungsblatt mit zu überwachenden Suffragetten, 1914

Florence Jane Short, sich auch als Rachel Peace ausgebend (* 25. April 1881 in Lewisham, London; † unbekannt, nach 1932), war eine englisch-britische Suffragette.

## Leben
Short wurde als Tochter von Mary Short, geborene Brown (1857–?), und Samuel Henry Short (1850–1924) in eine Arbeiterfamilie geboren. Im Jahr 1901 war ihr Vater Lagerist beim Metropolitan Board of Works, während Jane Short als Hemdenmacherin aufgeführt ist.
Im Jahr 1911 war Short Masseurin und Stickerin in Letchworth Garden City in Hertfordshire. Short engagierte sich ab 1911 in der Women’s Social and Political Union (WSPU). Zu dieser Zeit begann sie, bei ihren Aktionen den Namen „Rachel Peace“ zu verwenden.
Im November 1911 wurde Short verhaftet, weil sie sich an einer Suffragetten-Aktion in der Downing Street beteiligt hatte; im Juli 1912 wurde sie wegen Einschlagens von Fenstern in den Postämtern von Baldock und Hitchin verhaftet, und im Februar 1913 wurde sie erneut verhaftet, weil sie Fensterscheiben eines Immobilienmaklers in der Pall Mall eingeschlagen hatte.
Am 4. Oktober 1913 wurde Short (unter dem Namen „Rachel Peace“) zusammen mit Mary Richardson in der Nähe eines Brandes in einem Herrenhauses verhaftet. Es wurden brennbare Gegenstände und ein Exemplar der WSPU-Publikation The Suffragette gefunden. Die Polizei erwischte die Frauen in den frühen Morgenstunden, und da Richardson gemäß dem sogenannten Cat-and-Mouse-Act nur auf Bewährung nach einer Krankheit aus dem Gefängnis entlassen worden war, wurden beide wegen Brandstiftung verhaftet. Sie weigerten sich, sich auszuweisen. Bei ihrer Verhandlung wurde ihnen mitgeteilt, dass sie im Falle eines Hungerstreiks bei Bedarf zwangsernährt würden, aber aufgrund ihres früheren „gefährlichen Verhaltens“ nicht nach dem Cat-and-Mouse-Act freigelassen werden könnten. Short verteidigte sich selbst gegen die Grausamkeit der Zwangsernährung und ihre Auswirkungen auf die Gesundheit der Frauen, woraufhin Frauen im Publikum aufstanden und Tomaten und einen Hammer gegen Fenster und die Gerichtsbeamten warfen. Das Gericht wurde geräumt und „Rachel Peace“ zu 18 Monaten Zwangsarbeit verurteilt.
Sie trat in den Hungerstreik und wurde dreimal täglich zwangsernährt. Die WSPU organisierte mehrere Proteste gegen die Behandlung von Short. Dazu gehörte auch die Unterbrechung von Gottesdiensten in der St Paul’s Cathedral und der Westminster Abbey durch große Gruppen von Frauen, die ein lautes Gebet zu Gott zugunsten von Short und Richardson, gegen die Grausamkeit der Zwangsernährung und für die Gerechtigkeit der Sache skandierten. Laut The Times besuchte daraufhin Arthur Winnington-Ingram, der Bischof von London, Short, die ihm sagte, dass sie wegen der Zwangsernährung „das Gefühl habe, verrückt zu werden“. Er berichtete aber auch, dass Short zwar blass, aber nicht übermäßig abgemagert oder verzweifelt schien.
Short wurde im Gefängnis heimlich fotografiert. Die Bilder wurden von einem versteckten Auto aus während des Hofgangs mit einem lichtstarken 11-Zoll-Objektiv aufgenommen, das erst kürzlich in Großbritannien produziert worden war, weil die Suffragetten bei herkömmlichen Fahndungsfotos ihre Gesichter verzerrten. Ihr Foto wurde mit anderen zu einer Seite zusammengefügt, die Polizisten gezeigt werden konnte, um der Brandstiftung oder des Vandalismus verdächtige Frauen zu identifizieren. Sie war die Nummer 6 auf dem ersten von zwei Blättern, auf dem auch Margot Schenke (1), Olive Hockin (2), Margaret Macfarlane (3), Mary Wyan (Mary Ellen Taylor) (4), Annie Bell (5), Gertrude Ansell (7), Maud Mary Brindley (8), Verity Oates (9) und Evelyn Manesta (10) abgebildet waren. Diese Erkennungsblätter wurden 1914 in Umlauf gebracht.
Während ihrer Haftzeit konnte Short heimlich mit Bleistift auf dünnem braunen Toilettenpapier an Richardson und Kitty Marion schreiben. Sie gab sogar astrologische Vorhersagen (in Bezug auf Kampf und Schönheit, Mars und Venus) zu deren Geburtstag ab.
Short litt furchtbar unter ihrer Haftstrafe und der Zwangsernährung und „verlor ihren Verstand“. Nach ihrer Entlassung aus dem Gefängnis verbrachte sie den Rest ihres Lebens in verschiedenen Irrenanstalten, für deren Kosten Constance Bulwer-Lytton aufkam. Bulwer-Lytton sammelte Geld, um Short in einer privaten Anstalt unterzubringen, und ließ sie besuchen, wenn sie gesund genug war. Sie fühlte sich für sie verantwortlich, weil zu diesem Zeitpunkt der Rest ihrer Familie bereits verstorben war. Nachdem Bulwer-Lytton 1923 starb, regte Emmeline Pethick-Lawrence an, dass sich ehemalige Mitglieder der WSPU zusammenschließen sollten, um sich um Short zu kümmern, was aber anscheinend nicht erfolgte.
Short erhielt unter dem Namen Peace wie andere inhaftierte Suffragetten von der WSPU die sogenannte „Hungerstreik-Medaille“ For Valour.
Es ist nicht bekannt, wann Short starb.